# Engel-Apotheke (Leipzig)

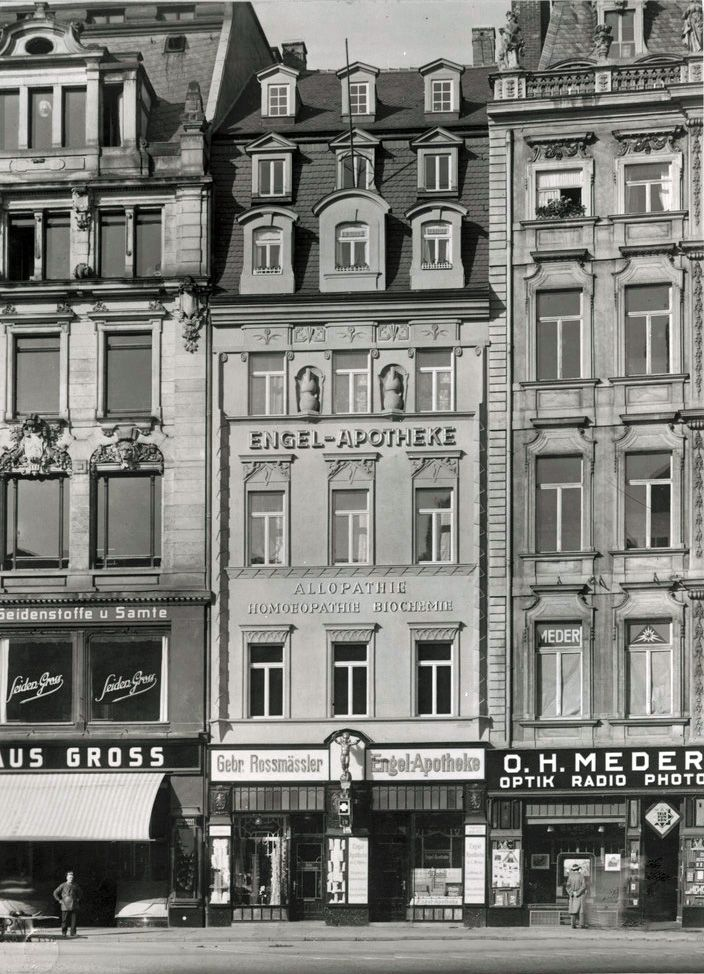
Die Engel-Apotheke (1927)

Engel-Apotheke war der Name eines im Zweiten Weltkrieg zerstörten Gebäudes am Marktplatz in Leipzig und einer über 120 Jahre darin betriebenen Apotheke.

## Lage und Gestalt
Die Engel-Apotheke befand sich mit der Hausnummer 12 an der Westseite des Marktes zwischen Aeckerleins Hof im Norden (Nr. 11) und Stieglitzens Hof im Süden (Nr. 13). In der heutigen Bebauung entspricht ihre Lage ziemlich genau dem Eingang zur Marktgalerie.

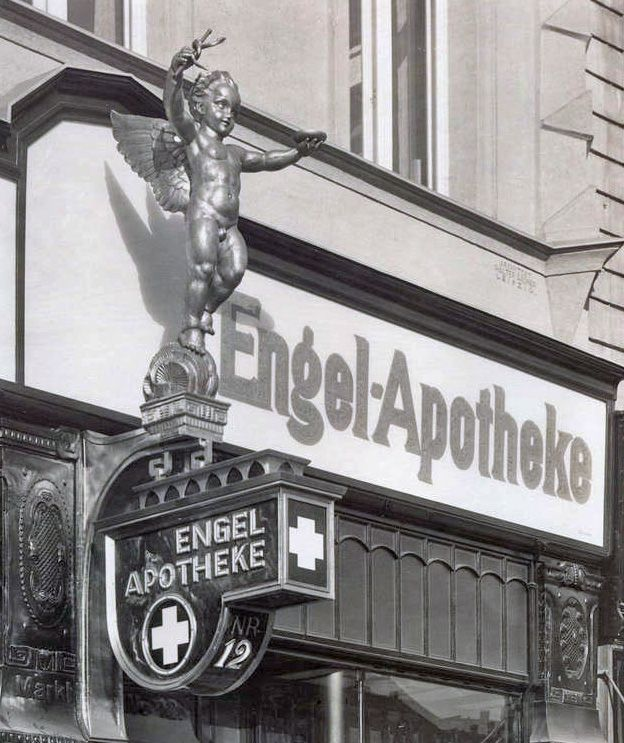
Firmenschild

Das Gebäude war viergeschossig und nur drei Fensterachsen breit. Das Mansarddach trug übereinander drei Reihen von Giebelgauben. Der Bauschmuck der Fassade bestand in verschiedenen Reliefornamenten über den Fenstern jeder Etage und zwei stilisierten Apothekengeräten zwischen den Fenstern der dritten Etage.
Die Apotheke belegte das Erdgeschoss mit einem figürlichen Engel als Ausleger. Schriftzüge zur Apotheke waren auch im Putz zwischen den Etagen angebracht. In den oberen Stockwerken befanden sich Wohnungen. 

## Geschichte
Im 15. Jahrhundert und bis 1504 befand sich an der Stelle der späteren Engel-Apotheke die Leipziger Münze und zugleich die Wohnung das Münzmeisters Heinrich Stein, der von 1488 bis 1511 Leipziger Münzmeister war.
1728 entstand zwischen Aeckerleins Hof und Rothaupts Hof (später Stieglitzens Hof) das schmale Geschäftshaus, allerdings noch ohne Apotheke, die Hocquél fälschlicherweise schon zu dieser Zeit dort angibt.
Erst 1819 wurde die Mohren-Apotheke, eine der drei ältesten Apotheken Leipzigs, aus dem Thomasgäßchen an den Markt ins Haus Nr. 173 verlegt und in Apotheke zum goldenen Engel umbenannt. Der Name schliff sich zu Engel-Apotheke ab und ging auch auf das Haus über.
- Nachfolgebauten

"Nachfolgebauten
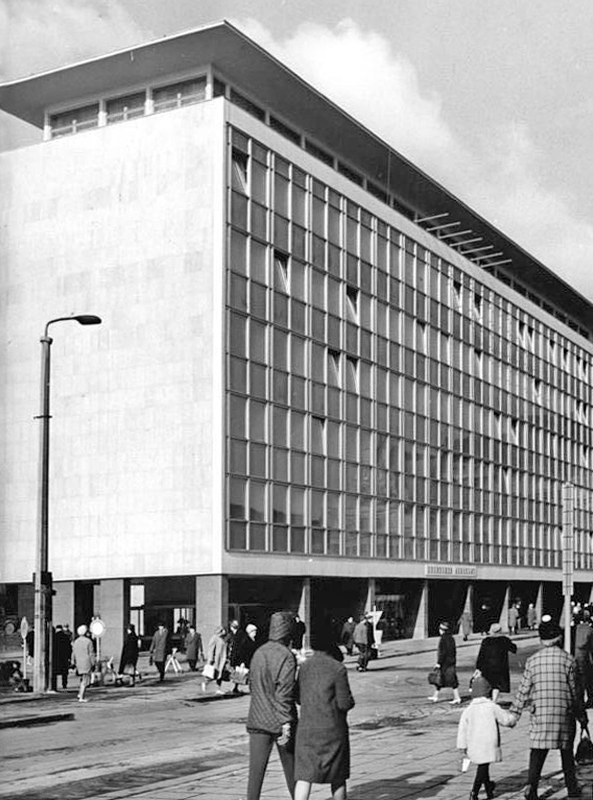
Messeamt (1965)
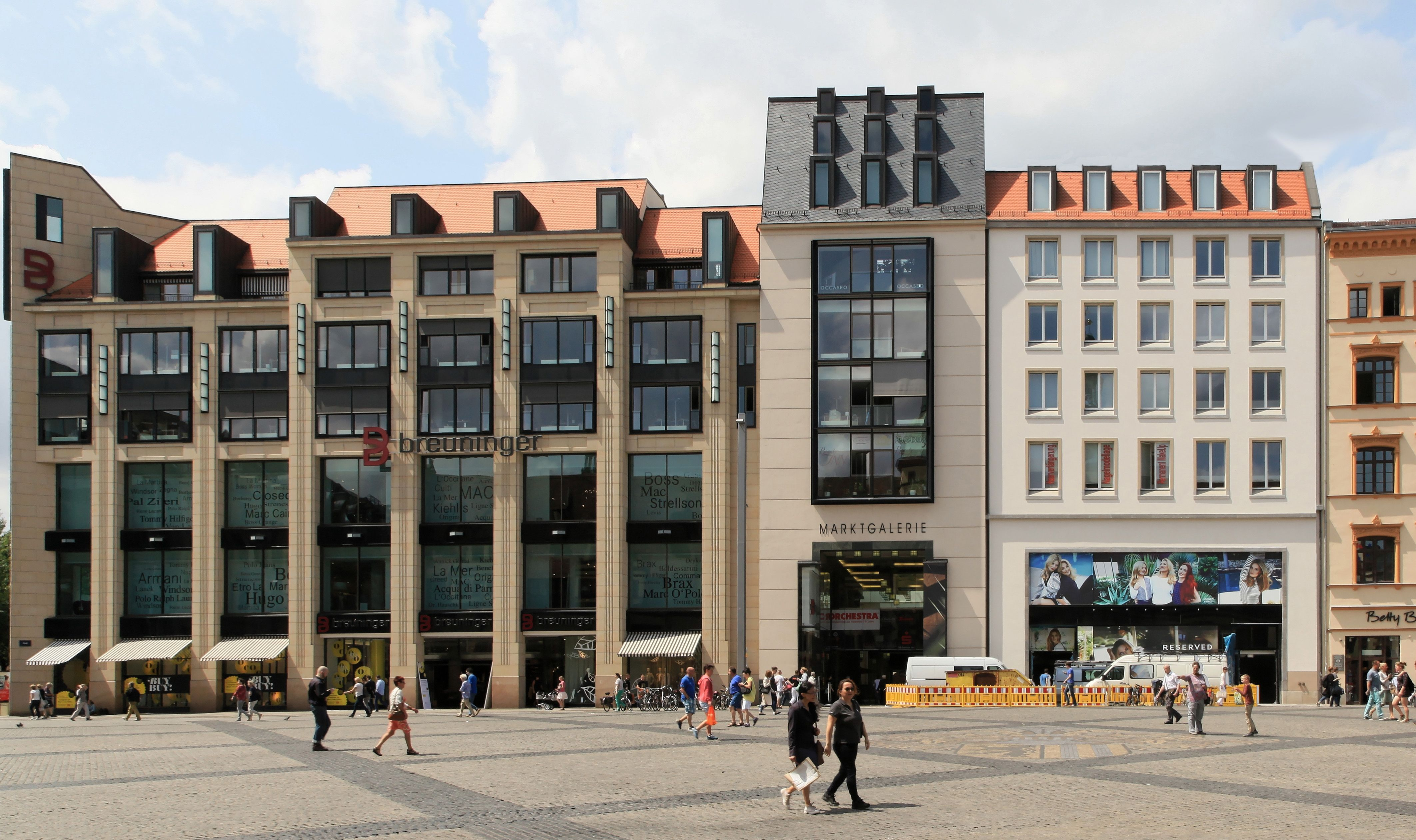
Marktgalerie (2015)

Im Sommer 1927 wurde die Engel-Apotheke durch den Leipziger Architekten Walter Gruner (1883–1961) restauriert, wobei auch der oben beschriebene Bauschmuck der Fassade angebracht wurde.
Beim Bombenambriff auf Leipzig vom 4. Dezember 1943 wurden die Engel-Apotheke und ihre Nachbarhäuser zerstört. Nachdem die Ruinen teilweise noch bis 1960 gestanden hatten. wurde von 1963 bis 1965 an ihrer Stelle nach Plänen von Rudolf Rohrer (1900–1968) und Rudolf Skoda (1931–2015) das Messeamt am Markt errichtet, das 2001 abgerissen von 2002 bis 2005 durch die Marktgalerie ersetzt wurde.

## Apotheker
- 1885–1909: Ernst Mylius